# Día Mundial de la Inocuidad de los Alimentos
El Día Mundial de la Inocuidad de los Alimentos es una jornada que se celebra anualmente el 7 de junio desde 2019, instaurada por la Asamblea General de las Naciones Unidas en 2018.

## Proclamación
El 20 de diciembre de 2018, la Asamblea General de las Naciones Unidas designó el Día Mundial de la Inocuidad de los Alimentos. La propuesta fue promovida por Costa Rica durante una reunión de la ONU sobre desarrollo sostenible en julio de 2018. La resolución fue aprobada por la Asamblea General tras ser debatida en la Segunda Comisión en octubre y noviembre de 2018. La Asamblea Mundial de la Salud ratificó esta proclamación el 3 de agosto de 2020 mediante la resolución WHA73.5. La finalidad de esta proclamación es sensibilizar sobre la importancia de garantizar que los alimentos que se consumen son seguros y no presentan riesgos para la salud y promover acciones para prevenir enfermedades transmitidas por los alimentos.

## Celebración
Este día se celebra cada 7 de junio y fue elegida para crear conciencia e inspirar acciones que ayuden a prevenir, detectar y gestionar los riesgos alimentarios. La primera celebración tuvo lugar el 7 de junio de 2019, destacando los innumerables beneficios de los alimentos inocuos. Desde entonces, cada año se conmemora este día con eventos y actividades organizadas por la OMS, la FAO, los Estados miembros y diversas organizaciones, enfocándose en la seguridad alimentaria y la salud pública.

## Temas
Bajo un eslogan común para todas las celebraciones: La inocuidad de los alimentos es un asunto de todos.
- 2019: Primera celebracón[5]
- 2020: Segunda celebración[6]
- 2021: Alimentos inocuos ahora para un mañana saludable[7]
- 2022: Alimentos inocuos, mejor salud[8]
- 2023: Las normas alimentarias salvan vidas[9]
- 2024: Inocuidad de los alimentos: preparémonos para lo imprevisto[10]